# Friedhof der Revolutionshelden

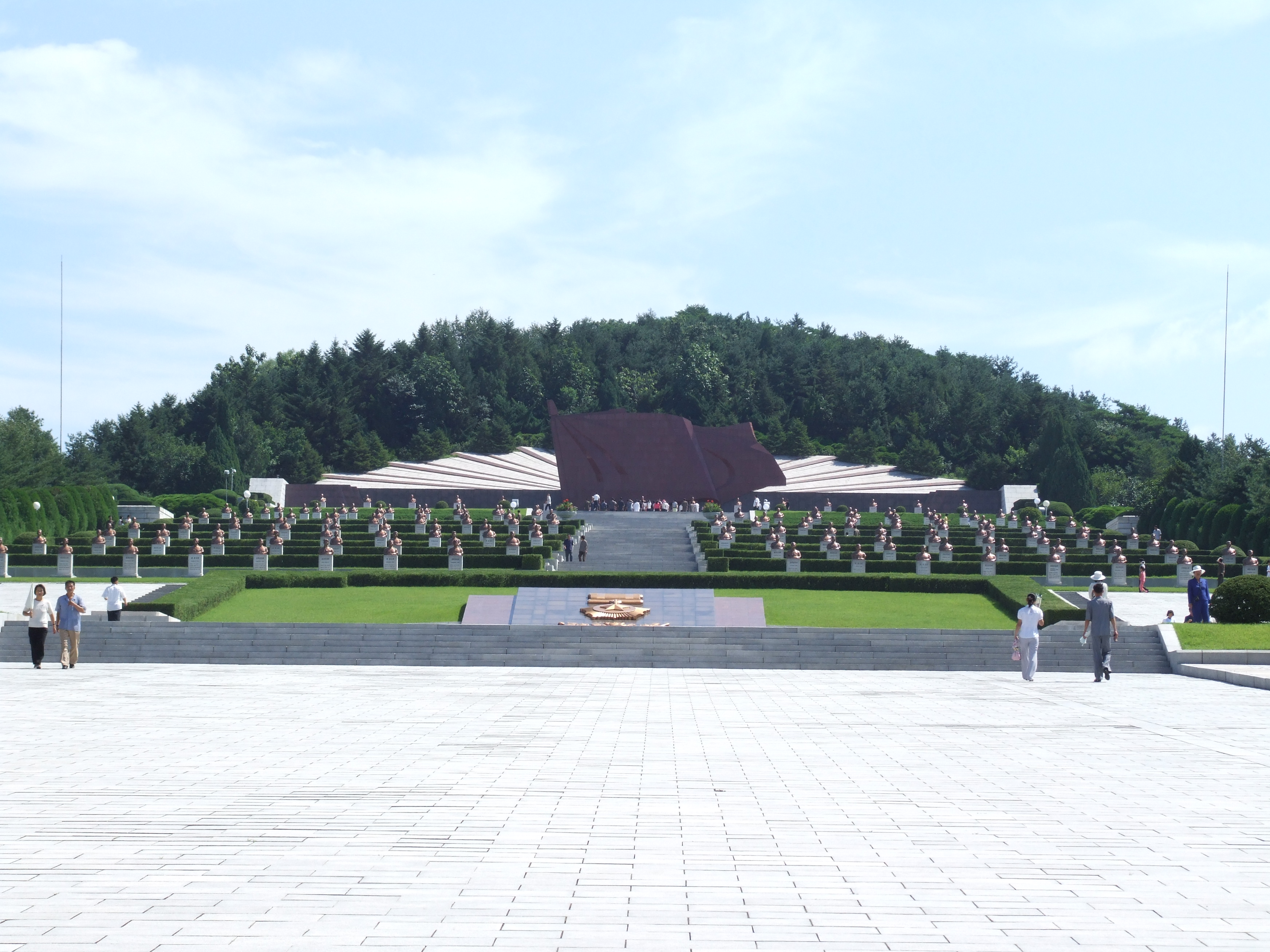
Friedhof der Revolutionshelden

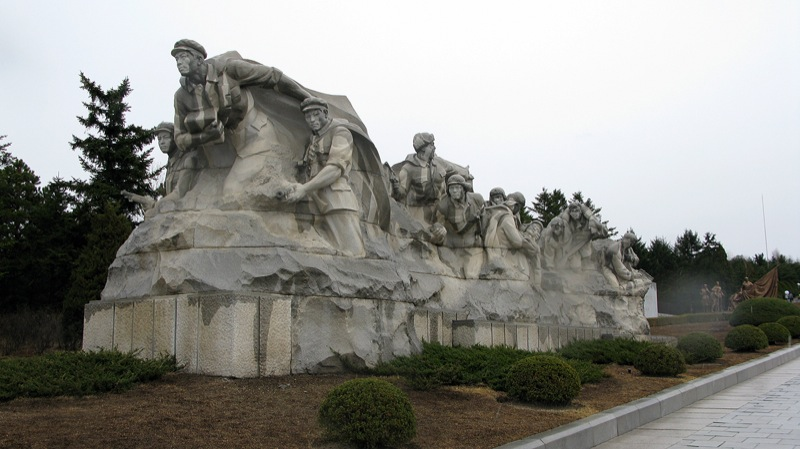
Granit-Skulptur

Der Friedhof der Revolutionshelden in der nordkoreanischen Hauptstadt Pjöngjang ist zugleich Friedhof und Gedenkstätte für im Kampf gegen die Herrschaft des Japanischen Kaiserreichs gefallene Soldaten. Er befindet sich auf dem Taesŏng-san im Stadtbezirk Taesŏng-guyŏk.

## Beschreibung
Die Gedenkstätte mit mehreren hundert Gräbern wurde im Jahr 1975 erbaut und im Oktober 1985 erneuert und erweitert. Sie umfasst eine Fläche von 30 Hektar. Zum Friedhof führen 530 Stufen aus Granit auf den Berg empor. Der Eingangsbereich ist von einem monumentalen Tor in koreanischem Baustil geprägt. Vor dem Eingangsbereich befindet sich ein Sockel auf dem Blumen zur Ehrung der Verstorbenen niedergelegt werden können.
Weitere Stufen führen zu den Gräbern, die jeweils mit einer bronzenen Büste versehen sind. Am hinteren Ende der Gedenkstätte befinden sich eine auffällige rote Fahne aus Granit und die Gräber bekannter Persönlichkeiten.
Auf dem Friedhof sind auch Grabplätze für gegenwärtig noch lebende als Kriegshelden gefeierte Persönlichkeiten vorbehalten. Die Leichen der vor dem Bau des Friedhofs Verstorbenen wurden dorthin verlegt.

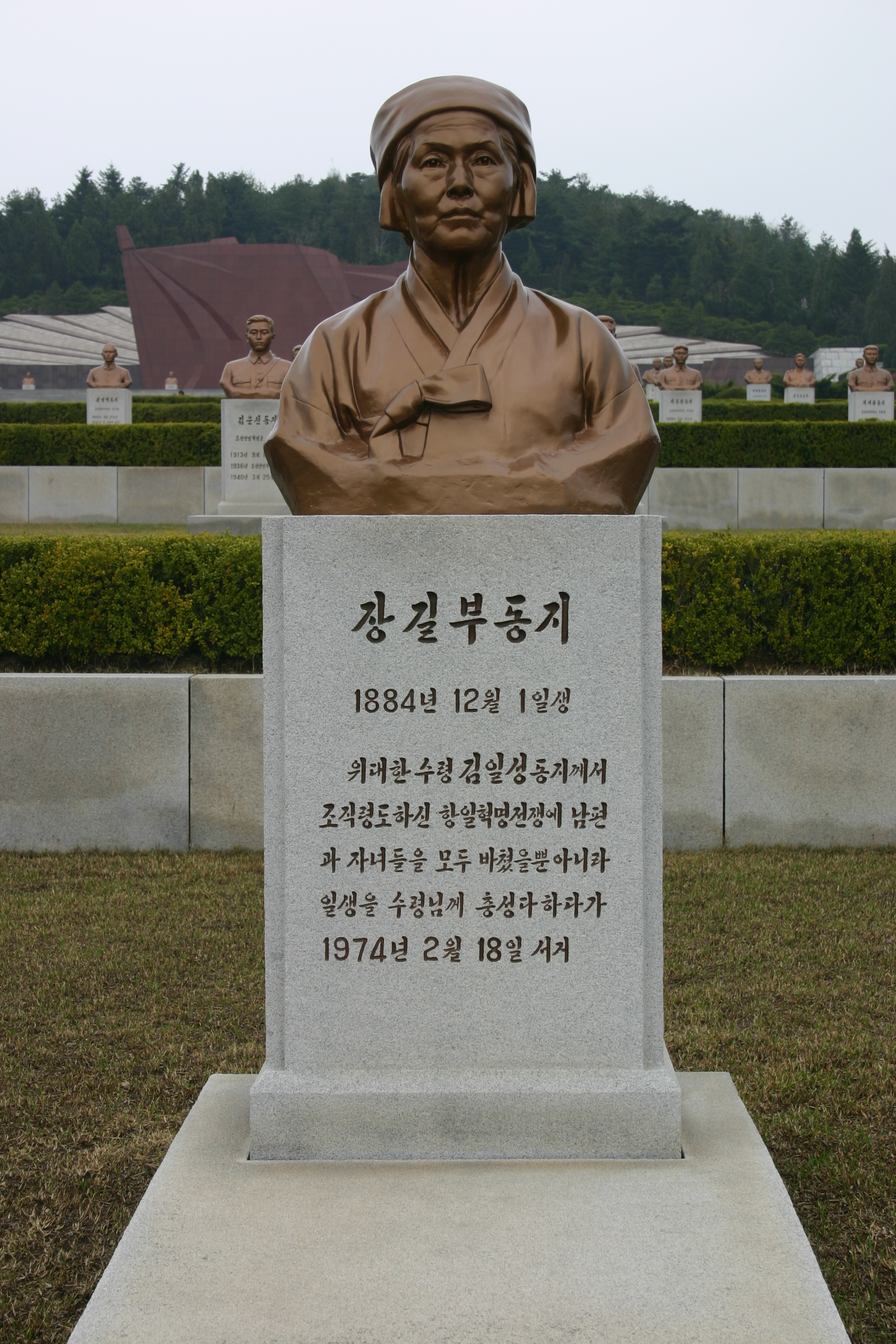
Chang Kilbu
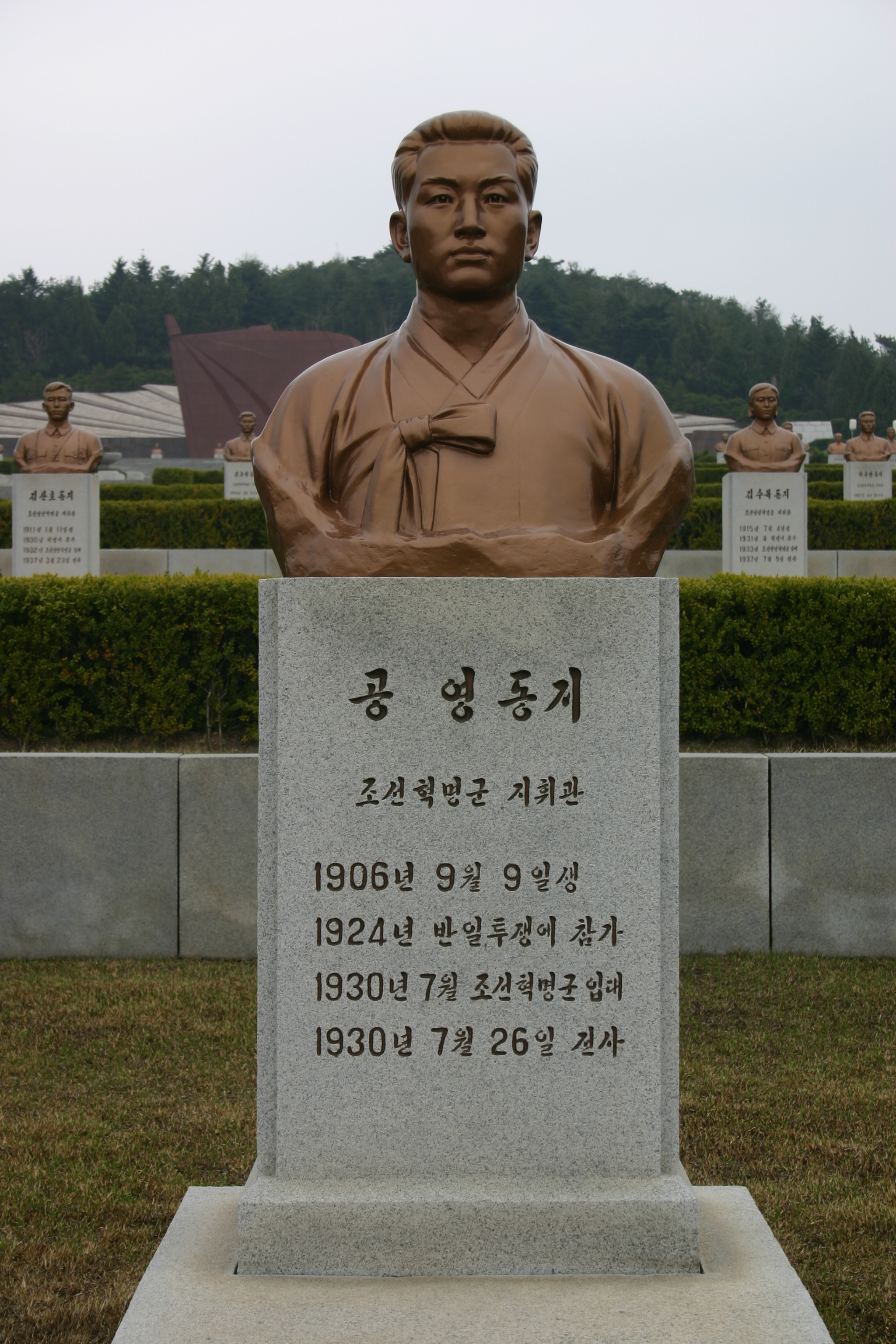
Kong Yŏng
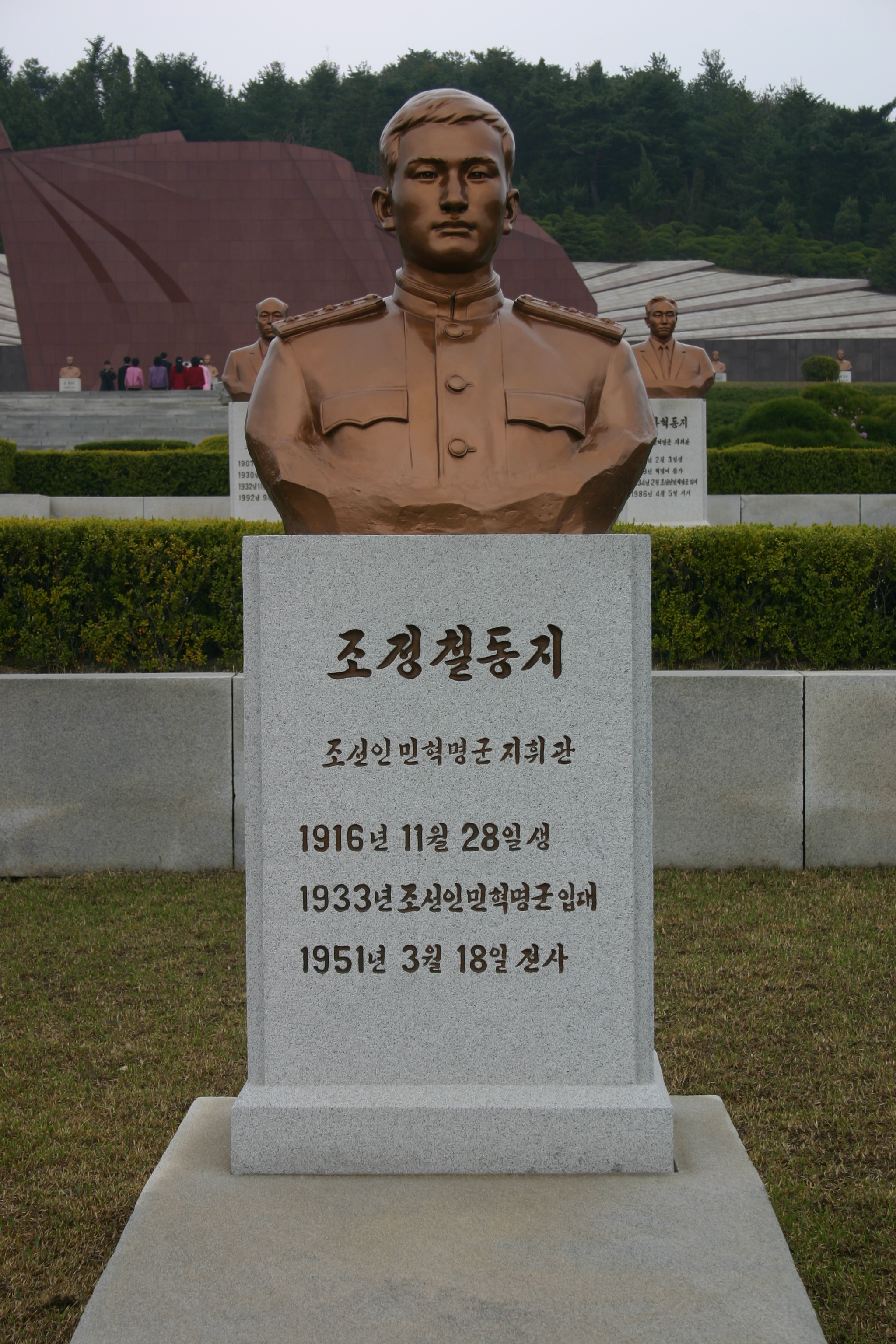
Cho Chŏngch’ŏl
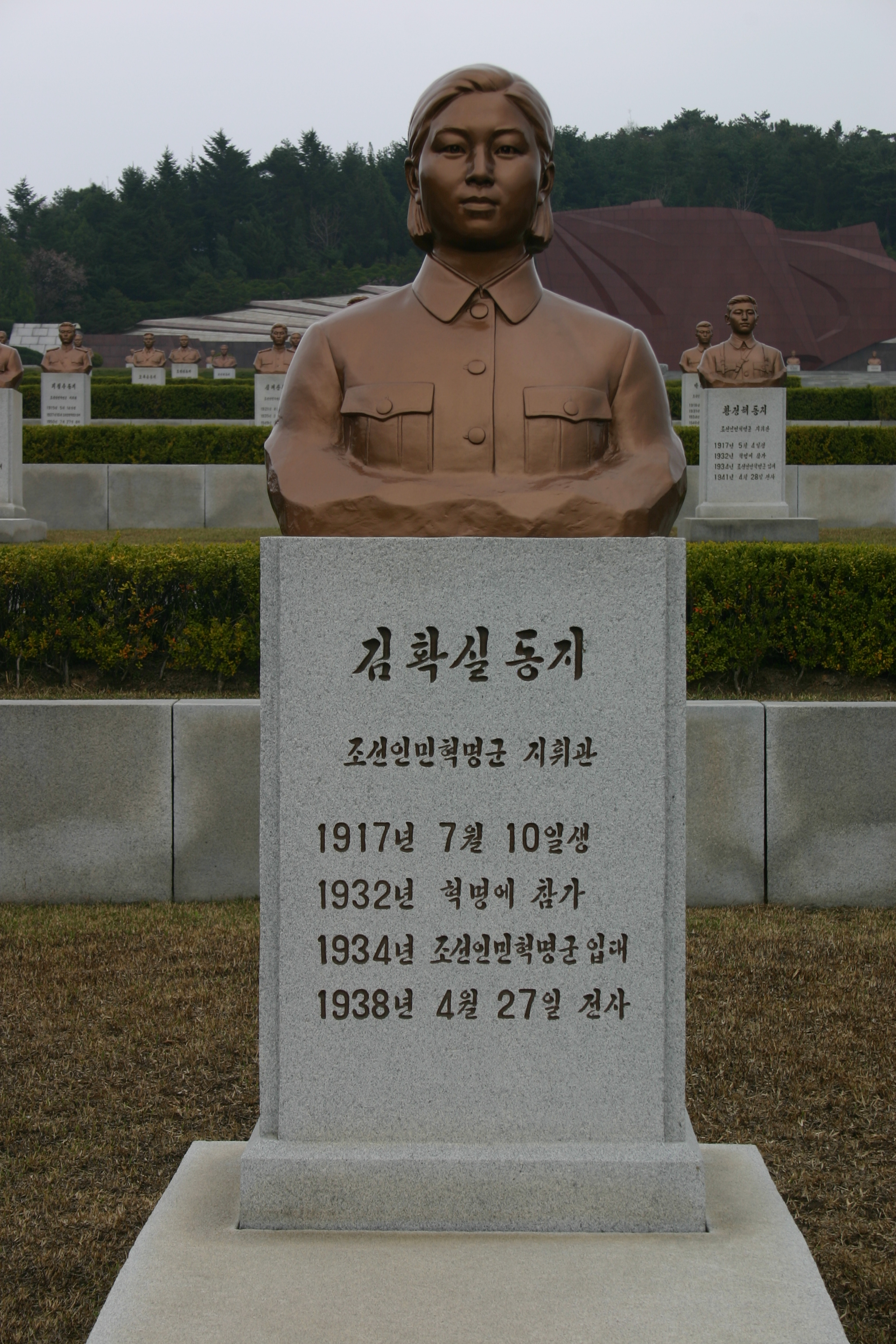
Kim Haksil
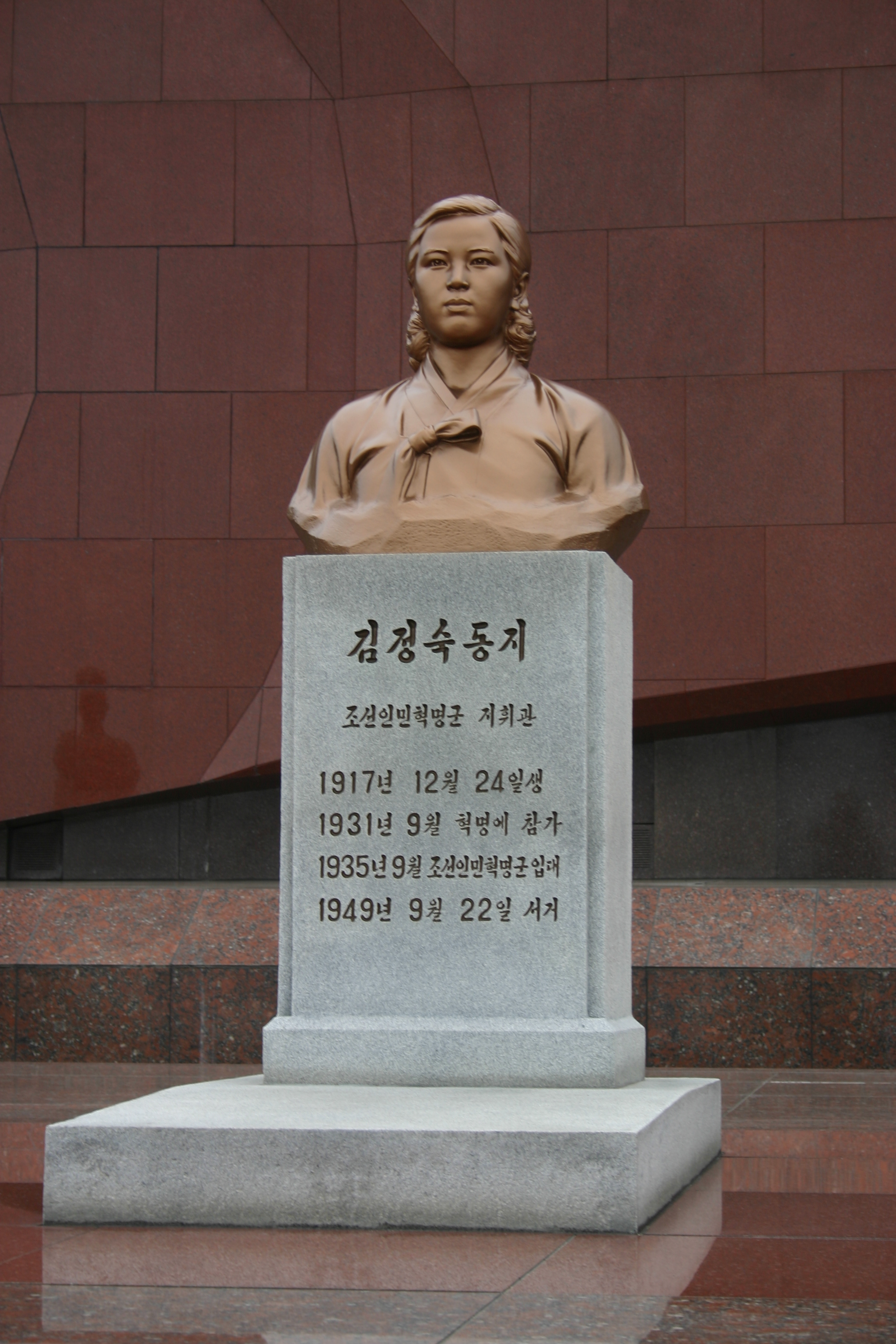
Kim Chŏngsuk
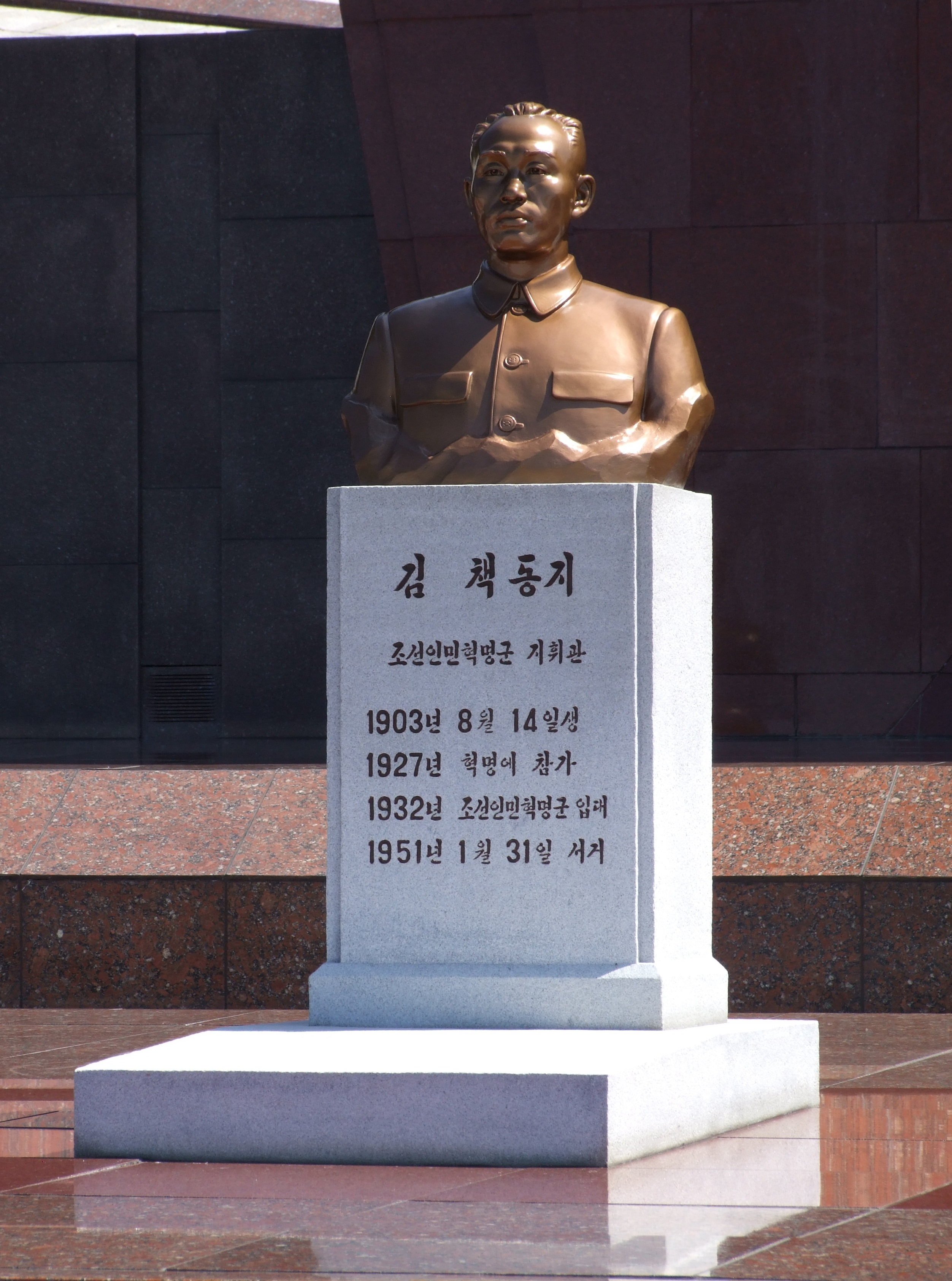
Kim Ch’aek

## Gräber bekannter Persönlichkeiten
- Kim Jong-suk, erste Ehefrau von Kim Il-sung und Mutter von Kim Jong-il
- Kim Ch’aek, nordkoreanischer General und Politiker

## Ereignisse
Vom 4. bis 6. Juli 2011 bereiste eine Delegation des russischen Erdgasförderunternehmens Gazprom die Demokratische Volksrepublik Korea und besuchte am 5. Juli den Friedhof zu einer feierlichen Kranzniederlegung.